# Шварцевский
Шва́рцевский — посёлок (в 1934—2013 гг. — посёлок городского типа) в Киреевском районе Тульской области России.
В рамках административно-территориального устройства входит в Новосельский сельский округ Киреевского района, в рамках организации местного самоуправления является административным центром сельского поселения Шварцевское.

## География
Расположен в 26 км к северу от города Киреевска и в 35 км к юго-востоку от Тулы. 
В 2 км к югу находится железнодорожная станция Оболенское (на линии Узловая — Тула). В самом посёлке имеется платформа Шварц, на которой останавливаются пригородные поезда.

## Население
| 1939  | 1959  | 1970  | 1979  | 1989  | 2002  | 2009  |
| ----- | ----- | ----- | ----- | ----- | ----- | ----- |
| 3385  | ↘1483 | ↗5988 | ↗6333 | ↘5939 | ↘5231 | ↘4857 |
| 2010  | 2012  | 2013  | 2021  |       |       |       |
| ↗4913 | ↘4855 | ↘4714 | ↘4336 |       |       |       |

## История
Возникновение населённого пункта связывается с разработкой бурого угля, которая велась здесь с середины XIX века.
1 июля 1934 года ВЦИК постановила образовать рабочий посёлок «Шварцевский» Болоховского района, включив в его состав населённые пункты: имени Шварца при шахте № 12 и при рудничном совхозе.
Посёлок носит имя одного из деятелей Коммунистической партии Советского Союза, революционера и соратника Владимира Ленина — Исаака Шварца, сыгравшего большую роль в развитии угольной и медицинской промышленности в стране.
К 1953 году запасы угля в районе посёлка были выработаны, шахты были закрыты. Дальнейшее развитие Шварцевского связано со строительством в 1950—1960-х годах Шварцевского химкомбината по выпуску витаминов и синтетических полупродуктов.
С 2006 до 2013 гг. посёлок составлял городское поселение рабочий посёлок Шварцевский.
В 2013 году Шварцевский преобразован в сельский населённый пункт как посёлок. В рамках организации местного самоуправления стал административным центром сельского поселения Шварцевское. В рамках административно-территориального устройства включён в Новосельский сельский округ.

## Экономика
Основное предприятие посёлка — химический комбинат «Синтвита» по производству витаминов и синтетических полупродуктов.
У въезда в посёлок находится большой недостроенный мост, к которому так и не была подведена дорога (мост в никуда).

## Культура
В посёлке имеется больница, средняя школа, школа искусств, дом культуры.

## Известные уроженцы
- Моругина, Алёна Дмитриевна (род. 1979) — российская певица, солистка группы «Балаган Лимитед».
- Серёгин, Сергей Николаевич (1967—2023) — режиссёр-аниматор.